# Tretuk
Tretuk (in armeno Տրետուք?, fino al 1978 Yenikend) è un comune dell'Armenia di 229 abitanti (2009) della provincia di Gegharkunik.